# 알트도르프
알트도르프(독일어: Altdorf)는 스위스의 도시이면서 우리주의 주도이다.
알트도르프의 면적은 10.21k㎡이며, 루체른 호수로 흘러 들어가는 로이스강 입구에서 남쪽으로 약 2km 떨어져 있으며, 여기에서는 우르너제라고 한다. 도시 알트도르프는 해발 458m의 고도, 로이스강의 동쪽 제방 오른쪽에 자리 잡고 있으며, 그렇지 않으면 가파른 곳과 가파른 곳 사이에서 직경이 최대 2km인 평평한 충적토이다. 고도가 약 3,000m인 높은 알프스산맥이지만, 지자체는 알트도르프에서 약 1,000m 위에 있는 에그베르겐의 고산 목초지 풍경도 포함한다.
그것은 또한 남쪽의 고트하르트, 알프스를 통한 주요 남북축 및 동쪽의 클라우젠 고개로 가는 교차점이기도 하다. 알트도르프는 고트하르트선에 자리잡고 있으며, 세계에서 가장 긴 철도 터널인 새로운 고트하르트 베이스 터널로 들어가기 전 마지막 기차역이다.
알트도르프의 공식 언어는 (스위스 표준의 변종) 독일어이지만, 주요 구어 언어는 알레만계 스위스 독일어 방언의 현지 변종이다.

## 역사

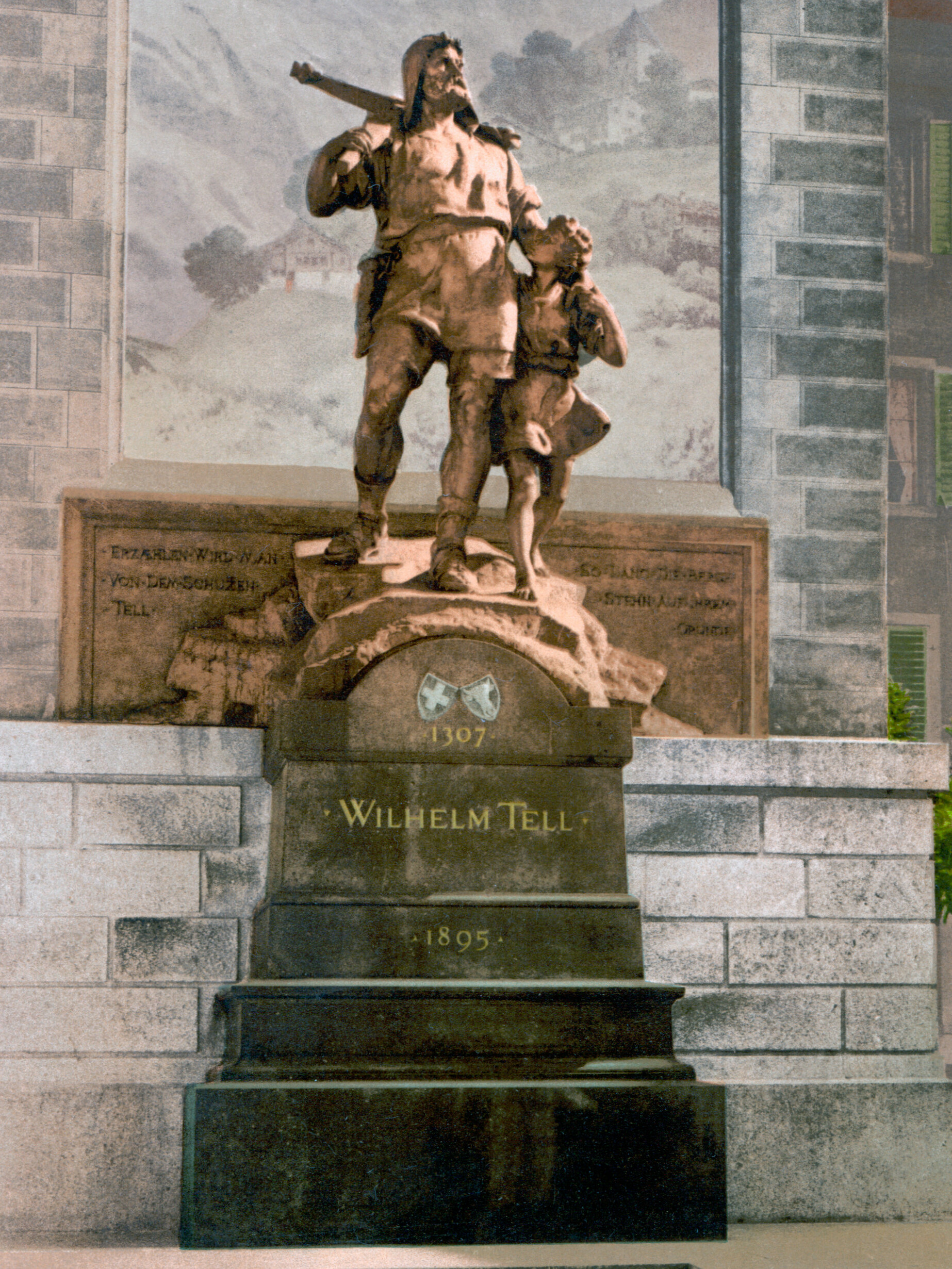
알트도르프의 윌리엄텔 기념물, 1900년경

알트도르프에 정착했다는 가장 초기의 증거는 기원전 3세기의 라텐 시대의 청동 도끼 머리와 철 도구이다. 이 지역에 정착한 사람들은 처음에는 숲에 정착했고, 로이스 강둑으로 확장했다. 로이스가 주기적으로 범람하면서 저지대 정착촌은 파괴되었고, 주민들은 알트도르프라는 이름의 가능한 출처인 ‘구시가지’로 다시 쫓겨났다.
로마 제국이 멸망한 후 알트도르프의 지역 갈로-로마 인구는 7세기에 게르만계 알레마니족과 섞이기 시작했다. 이에 대한 가장 초기의 증거는 이 지역 성 마르틴 교회에 위치한 무장한 기병의 무덤(670–680년)이다.
현재의 도시는 1223년에 Alttorf로 처음 언급되었지만, 16세기에서 19세기의 일부 자료에서는 때때로 Uri라고 언급되었다.
알트도르프는 전설에 따르면 윌리엄텔이 아들의 머리 위에 놓인 사과를 쏜 곳으로 가장 잘 알려져 있다. 전통에 의한 이 행위는 시장에서 행해졌고, 1895년 오래된 탑의 발치에 윌리엄텔과  아들의 훌륭한 청동상을 세워놓았다. (취리히의 리처드 키슬링 작) 1899년에는 쉴러의 빌헬름텔 희곡을 공연할 목적으로 시내 중심가에 극장이 문을 열었다. 같은 해 알트도르프에서 샤챈탈을 거쳐 클라우젠 고개(린탈 마을까지 1,948m)를 넘어 글라루스까지 이어지는 새로운 도로가 개통되었다.
1906년, 알트도르프-플뤼엘렌 트램웨이는 알트도르프의 중심과 플뤼엘렌역을 연결하기 위해 건설되었다. 전기 트램웨이는 1951년까지 운영되었으며, 버스 서비스로 대체되었다.

## 지리
알트도르프는 로이스강의 오른쪽 제방과 동쪽의 로스슈토크(2,461m)의 가파른 언덕 사이에 있는 로이스의 평평한 충적 평야에 있는 고유한 마을로 구성되어 있다. 반쯤 올라가면(약 1,000m) 마을 위의 높은 테라스에 흩어져 있는 에크베르게의 작은 마을도 지자체에 속한다. 알트도르프는 서쪽으로 로이스를 가로질러 아팅하우젠과 제도르프, 북쪽으로 우르너제의 항구 마을인 플뤼엘렌, 동쪽과 남쪽으로 샤첸탈의 뷔르글렌, 남쪽으로 샤트도르프와 인접해 있다.
시정촌의 면적은 2006년 기준으로 10.2k㎡이다. 이 면적 중 35.9%가 농업용으로 사용되며 39.3%는 산림이다. 나머지 토지 중 23%는 정착지(건물 또는 도로)이고 나머지(1.9%)는 불모지(강, 빙하 또는 산)이다. 1993/97년 토지 조사에서, 전체 토지 면적의 37.2%가 산림이었다. 농경지 중 0.7%는 경작이나 목초지에 사용되며 35.2%는 과수원이나 덩굴 작물에 사용된다. 정착지 중 11.3%는 건물, 2.6%는 공업, 0.8%는 특별 개발, 1.5%는 공원 및 녹지, 6.7%는 교통 기반 시설로 구성되어 있다. 비생산적인 지역 중 1.1%는 비생산적인 흐르는 물(강), 0.6%는 초목이 자라기에 너무 바위가 많고, 0.2%는 기타 불모지이다.

### 기후
1961년과 1990년 사이에 알트도르프의 연간 강우량은 평균 133.7일이었고 평균 강수량은 1,099mm였다. 가장 습한 달은 8월로 이 기간 동안 알트도르프는 평균 135mm의 강수량을 기록했다. 이달 동안 평균 강수일은 13.2일이었다. 강수량이 가장 많은 달은 6월로 평균 14.4일이었지만 강수량은 127mm에 불과했다. 일년 중 가장 건조한 달은 2월로 13.2일 동안 평균 강수량이 66mm이다. 쾨펜의 기후 구분 시스템에 따르면 알트도르프는 Cfb 또는 서안 해양성 기후로 분류된다.
| 알트도르프 (1981–2010)의 기후 | 알트도르프 (1981–2010)의 기후 | 알트도르프 (1981–2010)의 기후 | 알트도르프 (1981–2010)의 기후 | 알트도르프 (1981–2010)의 기후 | 알트도르프 (1981–2010)의 기후 | 알트도르프 (1981–2010)의 기후 | 알트도르프 (1981–2010)의 기후 | 알트도르프 (1981–2010)의 기후 | 알트도르프 (1981–2010)의 기후 | 알트도르프 (1981–2010)의 기후 | 알트도르프 (1981–2010)의 기후 | 알트도르프 (1981–2010)의 기후 | 알트도르프 (1981–2010)의 기후 |
| 월                            | 1월                           | 2월                           | 3월                           | 4월                           | 5월                           | 6월                           | 7월                           | 8월                           | 9월                           | 10월                          | 11월                          | 12월                          | 연간                          |
| ----------------------------- | ----------------------------- | ----------------------------- | ----------------------------- | ----------------------------- | ----------------------------- | ----------------------------- | ----------------------------- | ----------------------------- | ----------------------------- | ----------------------------- | ----------------------------- | ----------------------------- | ----------------------------- |
| 일평균 최고 기온 °C (°F)      | 4.3 (39.7)                    | 5.7 (42.3)                    | 10.5 (50.9)                   | 14.6 (58.3)                   | 19.5 (67.1)                   | 22.0 (71.6)                   | 24.2 (75.6)                   | 23.4 (74.1)                   | 19.4 (66.9)                   | 14.9 (58.8)                   | 8.8 (47.8)                    | 5.3 (41.5)                    | 14.4 (57.9)                   |
| 일일 평균 기온 °C (°F)        | 1.1 (34.0)                    | 2.0 (35.6)                    | 5.7 (42.3)                    | 9.2 (48.6)                    | 13.8 (56.8)                   | 16.6 (61.9)                   | 18.6 (65.5)                   | 17.9 (64.2)                   | 14.5 (58.1)                   | 10.5 (50.9)                   | 5.2 (41.4)                    | 2.3 (36.1)                    | 9.8 (49.6)                    |
| 일평균 최저 기온 °C (°F)      | −2.1 (28.2)                   | −1.7 (28.9)                   | 1.3 (34.3)                    | 4.6 (40.3)                    | 8.8 (47.8)                    | 11.9 (53.4)                   | 14.1 (57.4)                   | 13.8 (56.8)                   | 10.6 (51.1)                   | 6.8 (44.2)                    | 2.1 (35.8)                    | −0.8 (30.6)                   | 5.8 (42.4)                    |
| 평균 강수량 mm (인치)         | 68 (2.7)                      | 65 (2.6)                      | 78 (3.1)                      | 84 (3.3)                      | 113 (4.4)                     | 132 (5.2)                     | 145 (5.7)                     | 149 (5.9)                     | 109 (4.3)                     | 77 (3.0)                      | 86 (3.4)                      | 79 (3.1)                      | 1,185 (46.7)                  |
| 평균 강설량 cm (인치)         | 17.7 (7.0)                    | 16.9 (6.7)                    | 6.8 (2.7)                     | 0.8 (0.3)                     | 0 (0)                         | 0 (0)                         | 0 (0)                         | 0 (0)                         | 0 (0)                         | 0.7 (0.3)                     | 6.3 (2.5)                     | 12.6 (5.0)                    | 61.8 (24.3)                   |
| 평균 강수일수 (≥ 1.0 mm)      | 9.2                           | 8.7                           | 10.8                          | 10.3                          | 12.5                          | 14.0                          | 13.7                          | 12.9                          | 10.2                          | 8.7                           | 9.7                           | 10.1                          | 130.8                         |
| 평균 강설일수 (≥ 1.0 cm)      | 3.9                           | 3.5                           | 2                             | 0.1                           | 0                             | 0                             | 0                             | 0                             | 0                             | 0                             | 1.4                           | 2.9                           | 13.8                          |
| 평균 상대 습도 (%)            | 81.9                          | 78.6                          | 73.9                          | 71.2                          | 71.7                          | 73.9                          | 74.9                          | 78.3                          | 79.8                          | 81.5                          | 82.1                          | 83.8                          | 77.6                          |
| 평균 월간 일조시간            | 44                            | 75                            | 116                           | 132                           | 149                           | 152                           | 169                           | 153                           | 132                           | 106                           | 57                            | 34                            | 1,319                         |
| 출처: MeteoSwiss              |                               |                               |                               |                               |                               |                               |                               |                               |                               |                               |                               |                               |                               |

## 인구통계

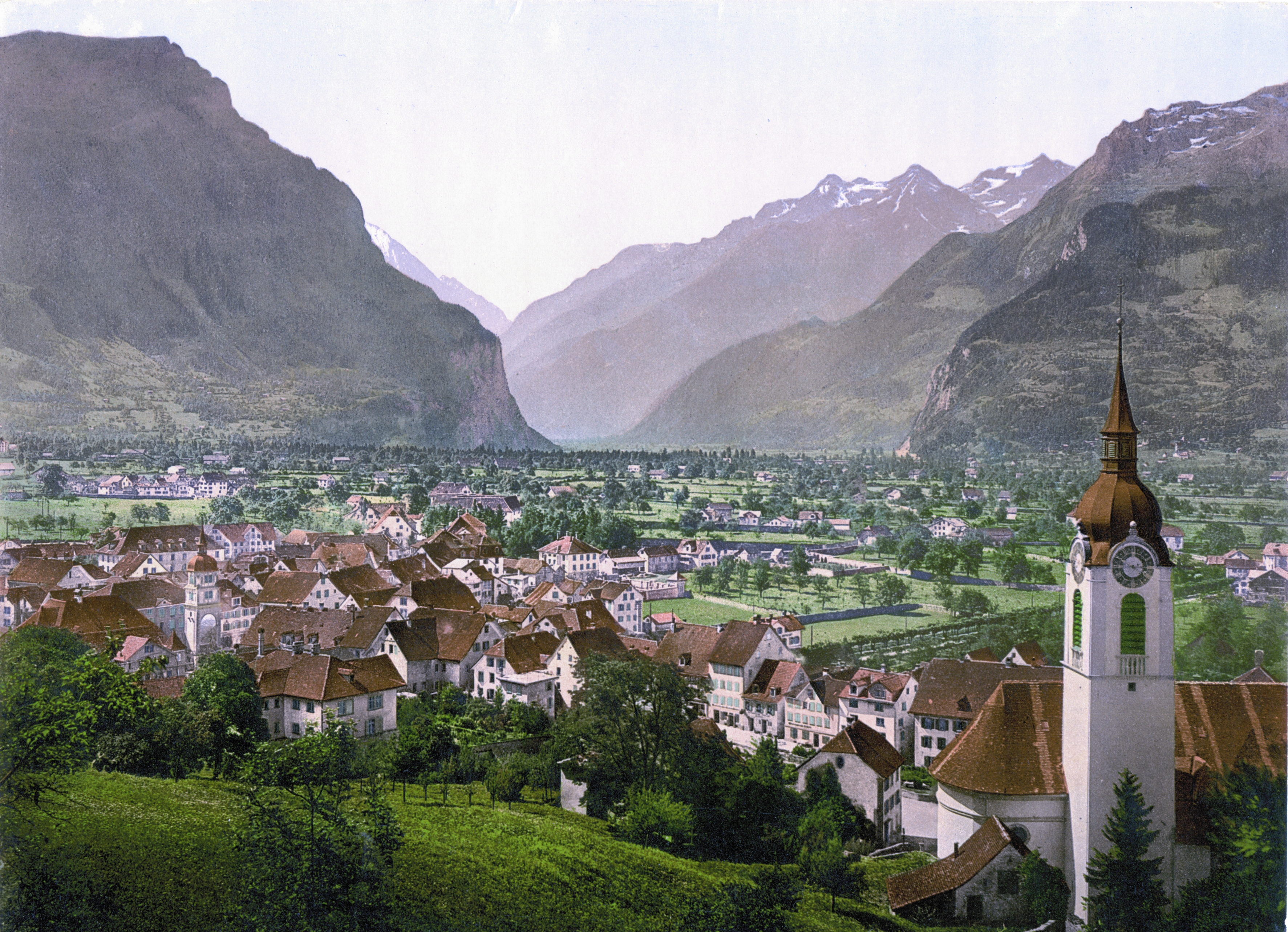
1900년 알트도르프

알트도르프의 인구(2020년 12월 31일 기준)는 9,565명이다. 2017년 기준으로 전체 인구의 14.8%인 1,347명이 외국인이다. 2008년부터 2017년까지 인구는 연간 0.8%의 비율로 증가했다.
대부분의 인구(2000년 기준)는 독일어(88.3%)를 사용하며, 세르비아-크로아티아어가 2위(4.2%)이고, 이탈리아어가 3위(2.5%)이다. 2007년 기준으로 인구의 성별 분포는 남성 48.4%, 여성 51.6%이다.

알트도르프에서는 인구의 약 65.2%(25-64세)가 비필수 고등교육 또는 추가 고등교육(대학 또는 응용학문대학)을 완료했다.
알트도르프의 실업률은 1.45%이다. 2005년 기준으로 1차 경제 부문에 137명이 고용되어 있으며 이 부문에 약 49개 기업이 참여하고 있다. 1,748명이 2차 부문에 고용되어 있고, 이 부문에 77개의 기업이 있다. 3,585명이 3차 부문에 고용되어 있으며, 이 부문에는 403개의 기업이 있다.

### 과거 인구 자료
| 년도 | 인구     | 스위스계 | % 독일어 | % 로마 가톨릭 |
| ---- | -------- | -------- | -------- | ------------- |
| 1600 | c. 3,100 |          |          |               |
| 1629 | c. 1,500 |          |          |               |
| 1650 | c. 3,000 |          |          |               |
| 1743 | 3,025    |          |          |               |
| 1799 | c. 2,000 |          |          |               |
| 1837 | 1,903    |          |          |               |
| 1850 | 2,112    | 2,088    |          |               |
| 1880 | 2,906    | 2,734    | 97.9%    | 96.0%         |
| 1910 | 3,854    | 3,515    | 94.2%    | 93.6%         |
| 1930 | 4,240    | 3,984    | 94.7%    | 92.0%         |
| 1950 | 6,576    | 6,236    | 94.5%    | 88.7%         |
| 1970 | 8,647    | 7,659    | 89.7%    | 89.4%         |
| 1990 | 8,282    | 7,158    | 88.0%    | 84.3%         |

 출처:

## 관광
1905년 박물관이 마을 중심 바로 남쪽에 있는 고트하르트슈트라세(Gottardstrasse)에 문을 열었다. 이 박물관에는 지역 골동품, 무기 및 지역 가구 컬렉션과 안데르마트에서 태어난 펠릭스 마리아 디오크(Felix Maria Diogg)(1762-1834)의 훌륭한 초상화를 비롯한 중요한 우리 시민의 초상화 컬렉션이 소장되어 있다. 여기에는 교황 비오 10세, 교황 비오 11세, 메리 델 발 추기경, 예술가의 아버지 알로이스 뮐러( Alois Muller), 그의 삼촌 도머 요제프 뮐러(Domherr Josef Muller)와 알펜로즈와 에델바이스의 대규모 우화적 작품이 있다. 박물관은 1990년대에 확장되었다.
최근에 이 도시는 매력적인 전시 공간을 만드는 대규모 현대적 확장과 함께 부분적으로 개조된 헤렌가세 2번지의 역사적인 집에 예술의집 우리(Haus für Kunst Uri)를 설립했다. 스위스 와 우리주의 국제 현대 미술가의 작품이 여기에 전시되며. 때로는 초기 역사 미술 전시회가 열린다.

## 교통
알트도르프는 지자체와 고트하르트 철도에 위치한 알트도르프역에 의해 연결된다.